# Choptank
Choptank – jednostka osadnicza w Stanach Zjednoczonych, w stanie Maryland, w hrabstwie Caroline.